# Automeris eogena
Espèce
Automeris eogena est une espèce de papillons de la famille des Saturniidae.